# Stora historiepriset
Stora historiepriset (fram till 2014 Hertig Karls pris) är Sveriges största historiepris med en prissumma på 100 000 kronor. Priset delas ut till "historiker eller annan som, utan att göra avkall på fackmässig korrekthet, lyckats föra ut historiska kunskaper och forskningsresultat i en vidare krets så att intresset för ämnet ökat".
Priset instiftades 1994 av Nyköpings kommun. Från och med 2003 delas priset ut gemensamt av Nyköpings kommun och Sörmlands museum. Utdelningsceremonin ägde fram till 2014 rum under Hertig Karls marknad, en tidigare årlig marknad på Nyköpingshus. Marknaden och priset var namngivna efter Karl IX som 1560–1604 var hertig av Södermanland, Närke och Värmland. Prisutdelningsceremonin ägde mellan 2015 och 2017 rum på Culturum i Nyköping. Sedan 2018 hålls prisceremonin på Sörmlands museum.

## Pristagare
- 1994 – Alexander Loit
- 1995 – Hans Villius och Olle Häger
- 1996 – Hans Furuhagen
- 1997 – Michael Nordberg
- 1998 – Karin Johannisson
- 1999 – Arne Jarrick
- 2000 – Mats G. Larsson
- 2001 – Dick Harrison
- 2002 – Cecilia Björk och Laila Reppen
- 2003 – Gunnar Wetterberg
- 2004 – Maja Hagerman
- 2005 – Anders Björnsson
- 2006 – Marie-Christine Skuncke
- 2007 – Max Engman
- 2008 – Eva Österberg
- 2009 – Bo Eriksson
- 2010 – Yvonne Hirdman
- 2011 – Svante Norrhem
- 2012 – Elisabeth Mansén
- 2013 – Jonathan Lindström
- 2014 – Maria Sjöberg
- 2015 – Heléne Lööw
- 2016 – Fredric Bedoire
- 2017 – Ronny Ambjörnsson
- 2018 – Ida Östenberg
- 2019 – Annika Sandén
- 2020 – Gunnar Broberg
- 2021 – Eva Bonde[2]
- 2022 – Sven-Eric Liedman[3]
- 2023 – Christina Florin[4]
- 2024 – Henrik Berggren[5]